# Província de Çewlîk
La província de Çewlîk (en turc: Bingöl, en zazaqui: Çolig) és una província turca a Anatòlia de l'Est que aglutina localitats del Kurdistan del Nord. La província fou creada el 1946 amb parts d'Elâzığ i Erzincan. La província nova va ser coneguda com a Província de Çapakçur fins a 1950. Les seves províncies veïnes són Tunceli (Dersim), Erzurum, Muş, Diyarbakir, Erzincan i Elazığ. La província ocupa una àrea de 8,125 km²; i té una població de 255.745 habitants.
En l'últim cens del 1965, el kurd era del 58,3% i el turc del 41,6%. En 2016, una enquesta assenyalava que les llengües parlades són el turc i el zazaqui.
La capital és Çewlîk.

## Districtes
La província de Bingöl es divideix en 8 districtes:
- Adaklı

- Çewlîk

- Genç

- Karliova

- Kiğı

- Solhan

- Yayladere

- Yedisu